# 지로몽호박
지로몽호박(프랑스어: giromon, giraumon 지로몽[*])은 재배종 호박이다. 껍질은 짙은 초록색이며, 열매살은 주황색이다. 아이티에서는 주무(아이티어: joumou)라 불리며, 호박 수프의 일종인 수프 주무를 만드는 데 쓰인다.

## 사진 갤러리

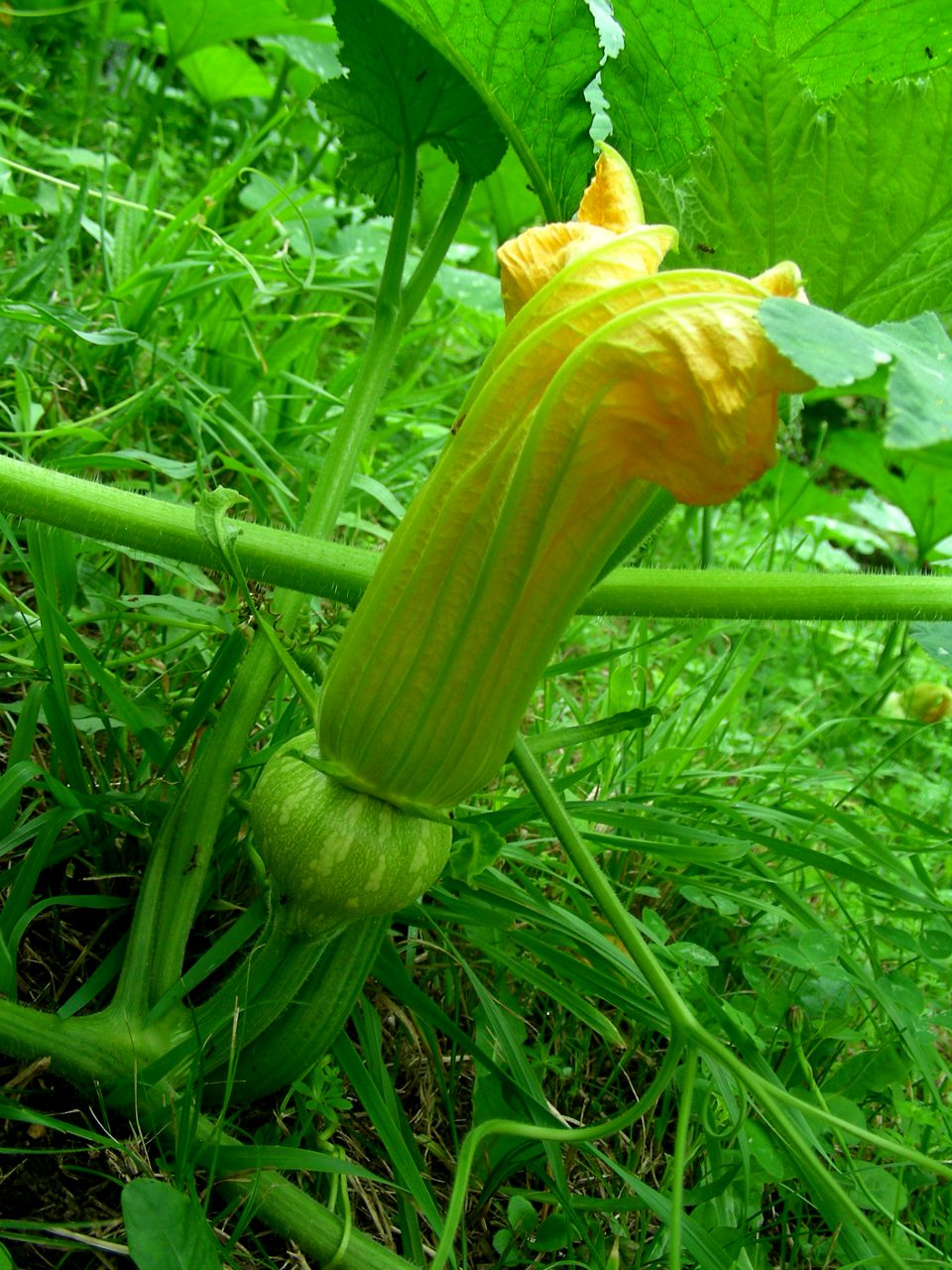
꽃봉오리
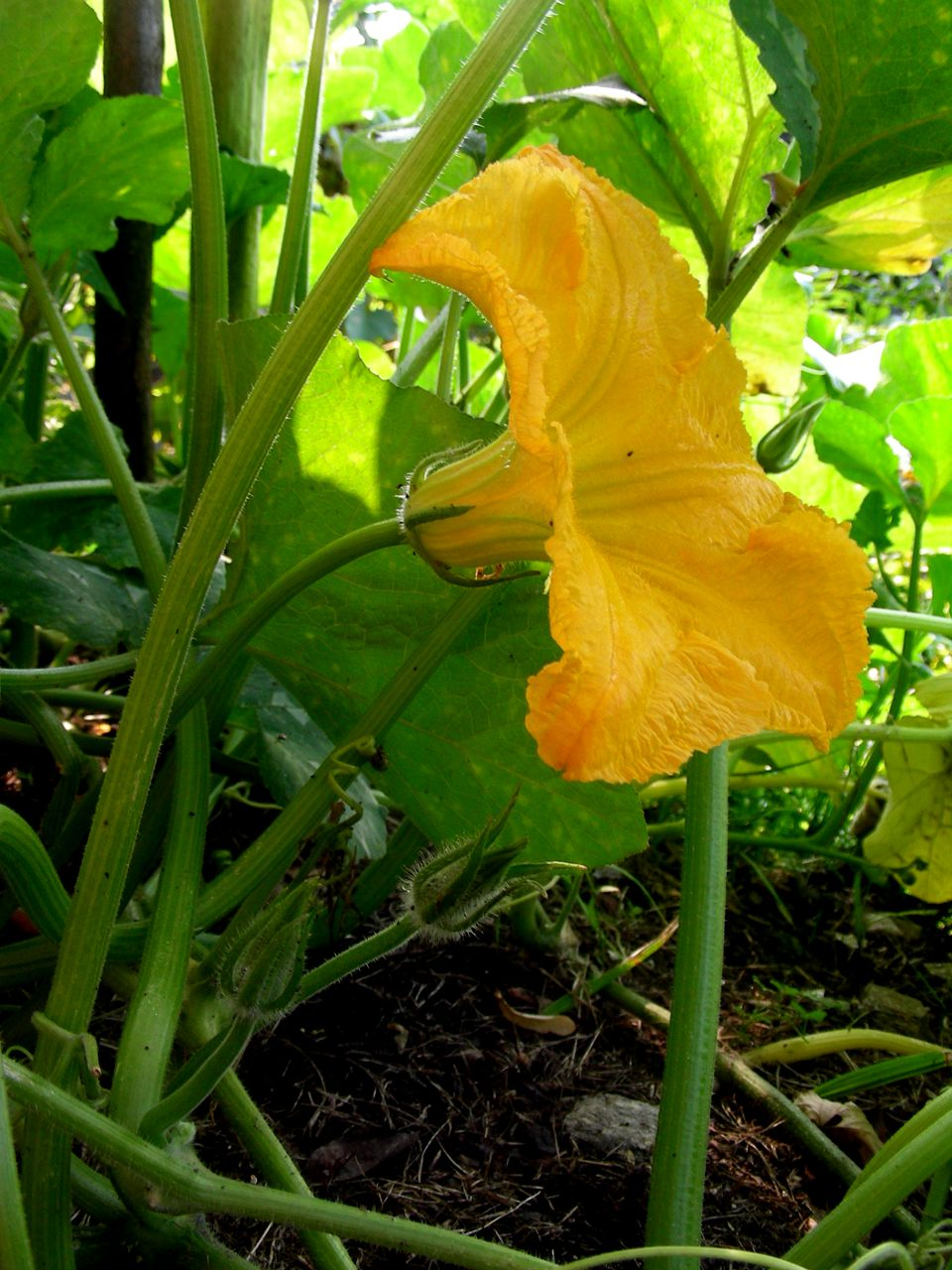
활짝 핀 꽃
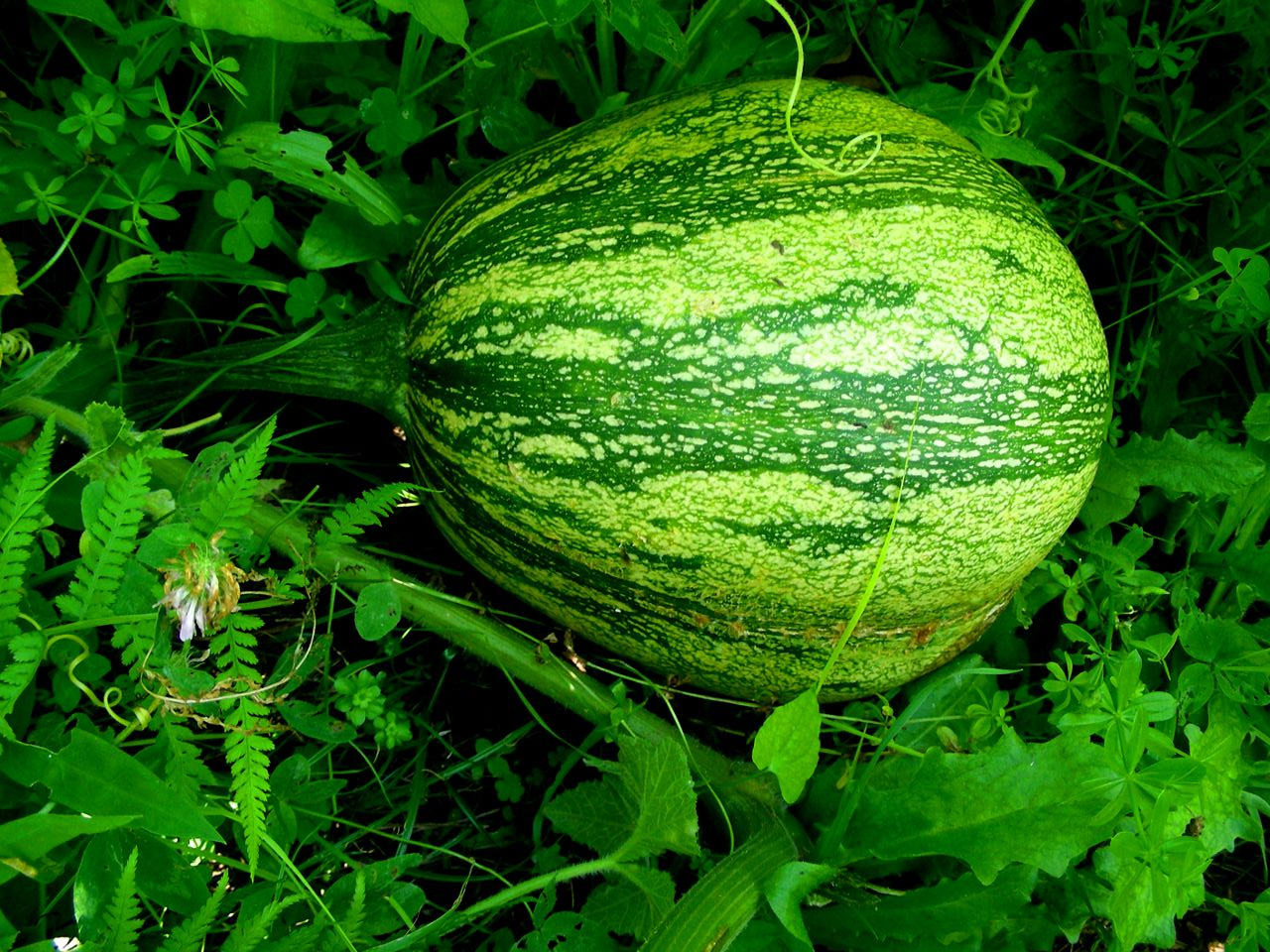
열매